# ایردری
ایردری (به انگلیسی: Airdrie, Alberta) شهری در ایالت آلبرتا واقع در کشور کانادا است که مساحت آن ۳۳٫۱ کیلومتر مربع است و جمعیت آن در سرشماری سال ۲۰۱۱ میلادی، ۴۲٬۵۶۴ نفر بوده‌است. تراکم جمعیتی ایردری، ۱٬۲۸۶٫۰ نفر در هر کیلومتر مربع است.